# Liste des milliardaires du monde en 2014
Ceci est la liste des milliardaires du monde telle que publiée par le magazine américain Forbes pour l'année 2014. Ce magazine recense les milliardaires de la planète, à l'exception des têtes couronnées (sauf si leur fortune est privée), et exprime leur fortune en milliards de dollars américains (l'unité retenue dans la suite du texte).

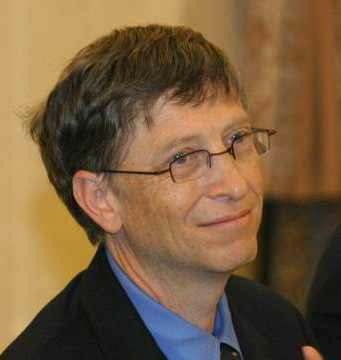
Bill Gates
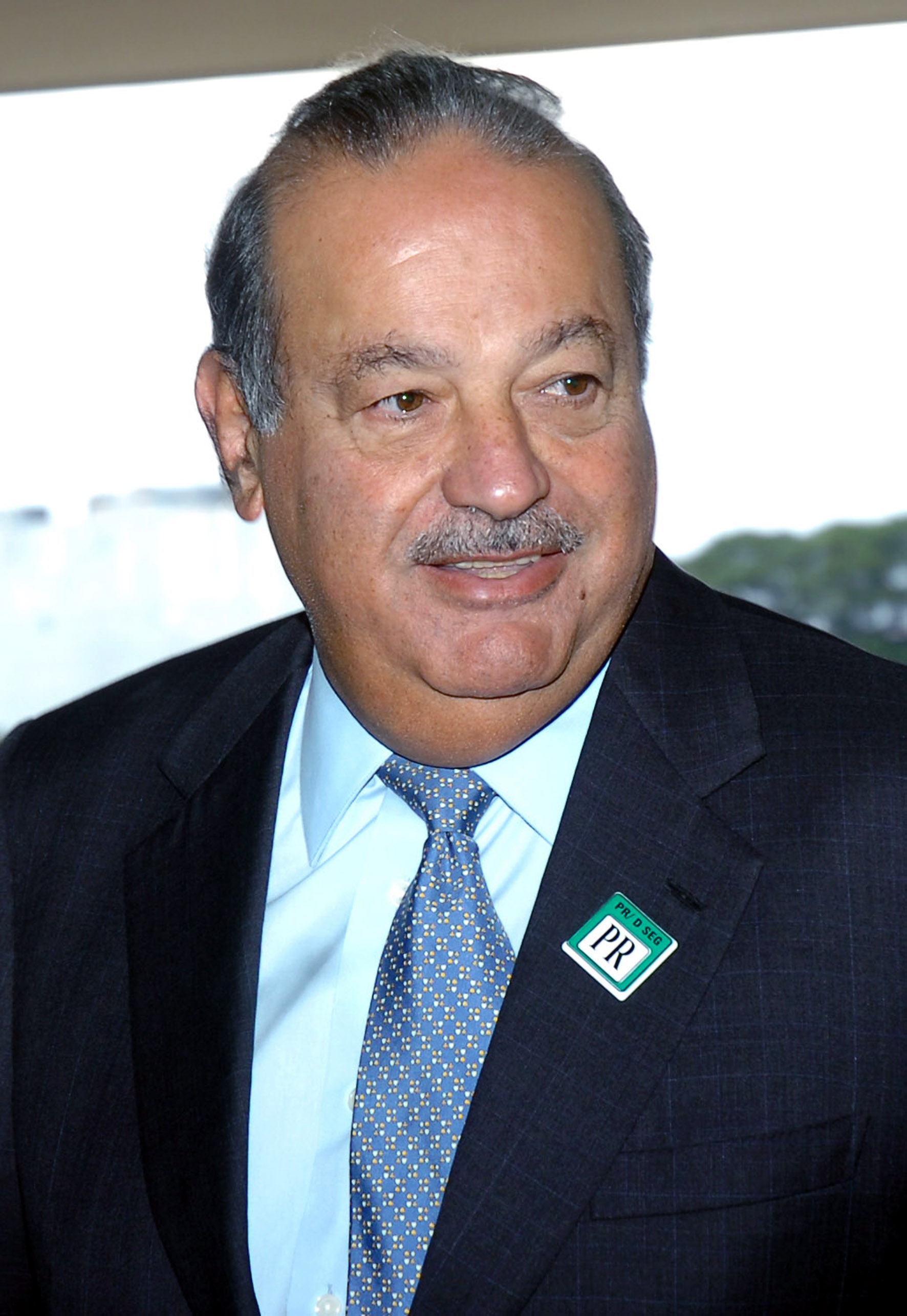
Carlos Slim Helú
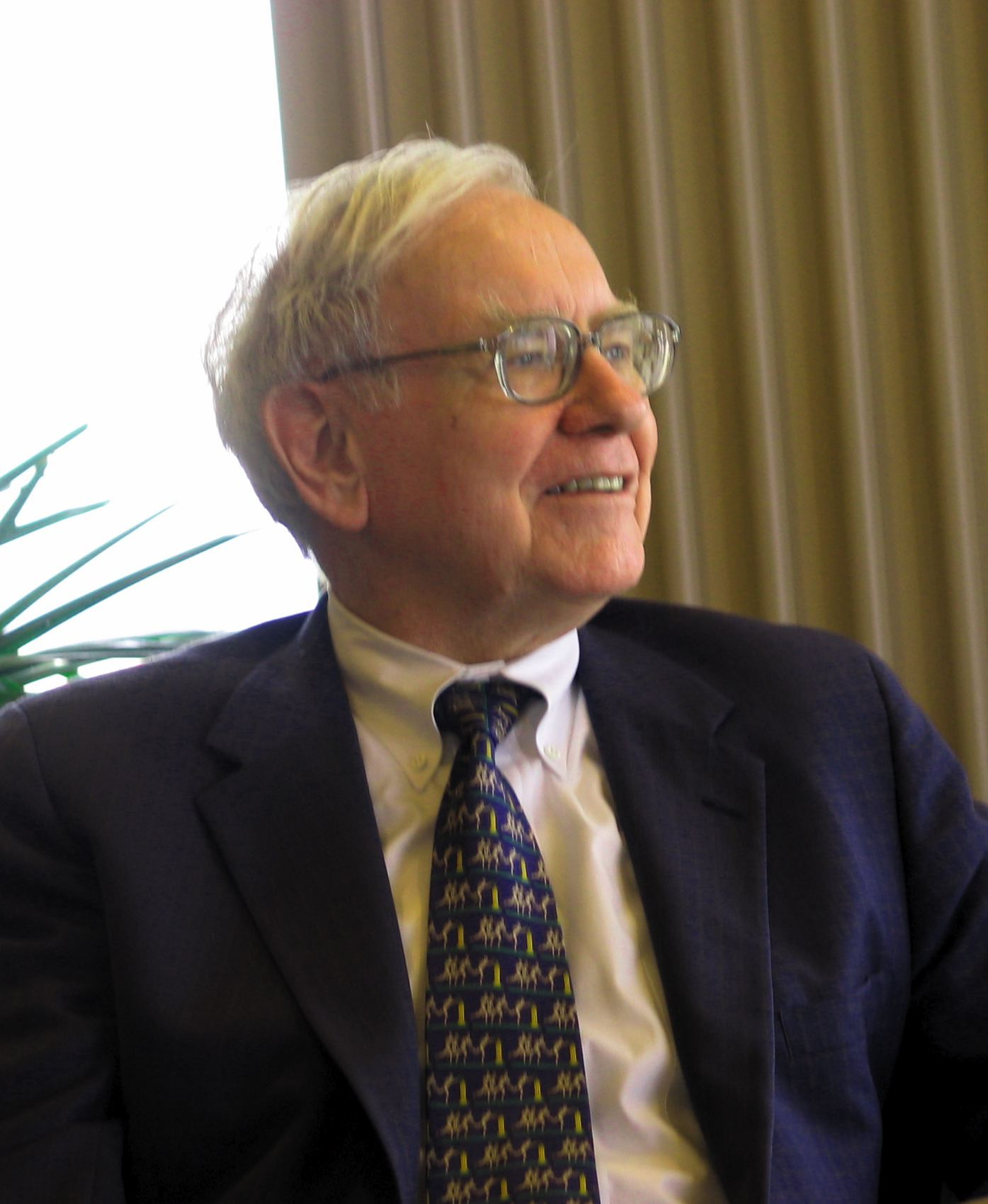
Warren Buffett

| Légende         | Légende                        |
| Icônes          | Description                    |
| --------------- | ------------------------------ |
| en stagnation   | Pas de changement depuis 2013. |
| en augmentation | En progrès depuis 2013.        |
| en diminution   | En recul depuis 2013.          |

| #  | Nom              | Fortune (en dollars américains) | Pays       | Résidence  | Entreprise ou secteur |
| -- | ---------------- | ------------------------------- | ---------- | ---------- | --------------------- |
| 1  | Bill Gates       | 76 milliards                    | États-Unis | Washington | Microsoft             |
| 2  | Carlos Slim Helú | 72 milliards                    | Mexique    | Mexico     | Grupo Carso (Telmex)  |
| 3  | Amancio Ortega   | 64 milliards                    | Espagne    | Galice     | Inditex               |
| 4  | Warren Buffett   | 58,2 milliards                  | États-Unis | Nebraska   | Berkshire Hathaway    |
| 5  | Larry Ellison    | 48 milliards                    | États-Unis | Californie | Oracle Corporation    |
| 6  | Charles Koch     | 40 milliards                    | États-Unis | Kansas     | Koch Industries       |
| 6  | David Koch       | 40 milliards                    | États-Unis | New York   | Koch Industries       |
| 8  | Sheldon Adelson  | 38 milliards                    | États-Unis | États-Unis | Las Vegas Sands       |
| 9  | Christy Walton   | 36,7 milliards                  | États-Unis | États-Unis | Wal-Mart              |
| 10 | Jim Walton       | 34,7 milliards                  | États-Unis | États-Unis | Wal-Mart              |